# Plagiomima similis
Plagiomima similis là một loài ruồi trong họ Tachinidae.